# Cimanes de la Vega
Cimanes de la Vega – gmina w Hiszpanii, w prowincji León, w Kastylii i León, o powierzchni 26,04 km². W 2011 roku gmina liczyła 549 mieszkańców.